# Tombe S10 d'Abydos
La tombe S10 d'Abydos (Abydos-sud) est le nom moderne donné à une tombe de l'Égypte antique à Abydos. La tombe est très probablement royale et date du milieu de la XIIIe dynastie. Les découvertes faites dans les tombes voisines indiquent que la tombe S10 a subi d'importants pillages de pierres et de tombes sanctionnés par l'État au cours de la Deuxième Période intermédiaire, quelques décennies seulement après sa construction, ainsi qu'au cours des périodes romaine et copte ultérieures. Ces découvertes montrent également que la tombe S10 a été utilisée pour un véritable enterrement et qu'elle appartenait à un roi « Sobekhotep », que l'on pense être le pharaon Sobekhotep IV. Selon l'égyptologue Josef W. Wegner qui a fouillé S10, la tombe pourrait avoir été à l'origine coiffée d'une pyramide, bien qu'Aidan Dodson affirme qu'il n'est toujours pas clair si S10 était une pyramide ou un mastaba.

## Description
La structure de la tombe fait partie d'une nécropole royale datant de la fin du Moyen Empire - Deuxième Période intermédiaire, située près de l'ancienne ville de Ouah-Sout, à côté du complexe funéraire beaucoup plus important de Sésostris III de la XIIe dynastie, au pied de la montagne d'Anubis, une colline naturelle en forme de pyramide,.
Il a été fouillé pour la première fois en 1901-1902 par Edward Russell Ayrton, Arthur Weigall et William Matthew Flinders Petrie, qui l'ont trouvé fortement pillé et perturbé.
Le complexe consiste en une structure rectangulaire aux murs de briques, d'environ 40 × 30 m, décrite par les premiers fouilleurs comme un mastaba, qui n'ont toutefois fourni aucune preuve à l'appui de cette classification. Sur le côté Nord se trouve une entrée vers un système de couloirs souterrains et pavés de calcaire menant à la chambre funéraire, qui a été trouvée fortement détruite. Des fouilles plus récentes ont permis de découvrir des fragments d'un vase canope, ce qui prouve que la tombe a été utilisée par le passé. Il existe des preuves que la tombe a déjà été fortement pillée à la Deuxième Période intermédiaire. Un sarcophage massif (soixante tonnes) en quartzite rouge extrait de la carrière d'El-Gabal el-Ahmar près du Caire moderne, très probablement situé à l'origine dans cette tombe, a été retrouvé dans une tombe royale plus tardive de la même nécropole. Les planches du cercueil en cèdre de la tombe S10 ont été réutilisées par le roi Ouseribrê Senebkay pour sa propre sépulture voisine (tombe S9). L'extérieur du cercueil portait les inscriptions des textes des sarcophages 777-785. Seules quelques parties des textes ont survécu, mais les cercueils portant ces inscriptions sont typiques de la fin du Moyen Empire à Abydos. Sur les fragments apparaît le nom du roi « Sobekhotep ».
On n'a rien trouvé de la superstructure, mais il est possible qu'il y ait eu une pyramide au sommet. Plusieurs fragments d'une stèle funéraire ont également été trouvés sur le site, mais la stèle a très probablement été réutilisée dans la tombe intrusive adjacente du roi Senebkay, et aucun des fragments n'a été retrouvé dans son contexte. Sur les fragments de la stèle apparaît à nouveau le nom de « Sobekhotep ».

## Attribution

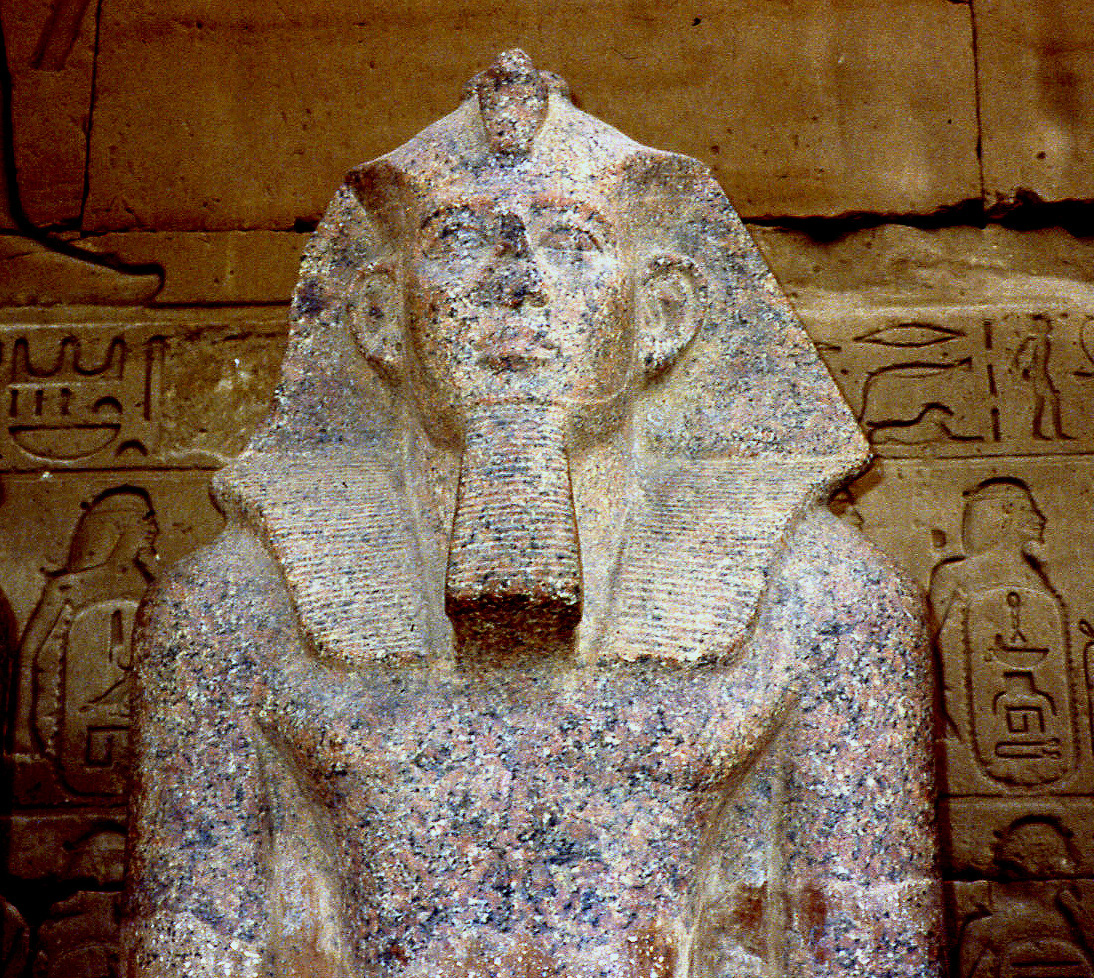
Statue de Sobekhotep IV, pour qui S10 pourrait avoir été construit.

Depuis la découverte de la tombe et jusqu'en 2015, on ignorait qui était enterré ici. À cette dernière date, lors de la fouille dirigée par Josef W. Wegner de l'université de Pennsylvanie, un fragment d'une stèle funéraire portant un relief nommant un roi « Sobek[hotep] » a été découvert à l'intérieur de l'enceinte, sur le côté Est du complexe, près de l'emplacement d'une petite chapelle funéraire. Alors que les premiers articles de presse, publiés juste après la découverte, désignaient le roi Sobekhotep Ier comme le propriétaire possible de la tombe, des analyses plus poussées indiquent aujourd'hui que celle-ci pourrait plutôt appartenir à Sobekhotep IV.
En effet, non seulement les fragments de sarcophage en bois mis au jour indiquent une date de fin du Moyen Empire pour la construction de S10, mais sa taille signifie que son propriétaire aurait dû régner assez longtemps pour l'achever. Il ne reste donc que Sobekhotep III, IV et VI comme possibilités, Sobekhotep IV étant le plus probable puisqu'il a joui du plus long règne de ces trois rois. De plus, Sobekhotep IV est le seul de ces rois dont on sait avec certitude qu'il a entrepris d'autres travaux à Abydos. En corollaire, la tombe S9, voisine et légèrement plus grande, appartient très probablement au prédécesseur et frère de Sobekhotep IV, Néferhotep Ier.